# گلادیاتور سامنیت

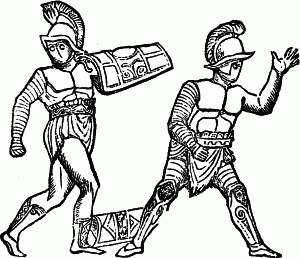
گلادیاتورهای سامنیت

سامنیت‌ها(به لاتین: Samnis، جمع:Samnes) گلادیاتورهایی بودند رمی که از پوشش و تجهیزاتی مانند رزماوران سامنیوم بهره می‌برده‌اند. اینان دارای شمشیری کوتاه به نام گلادیوس، سپری مستطیل شکل‌ به نام اسکوتوم، ساق‌بندی به نام اوکرئا و کلاهخود بودند. شیوه گلادیاتوری سامنیت پس از پیروزی روم بر سامنیوم در سدهٔ چهارم پیش از میلاد و به منظور پوزخند سامنیومی‌ها باب‌شد. 
سامنیت‌ها در آغاز بسیار محبوب بودند. تا اینکه در زمان امپراتور آگوستوس سامنیوم با روم همپیمان شد و به روم پیوست. در این زمان گلادیاتوری سامنیت از رونق افتاد، زیرا دیگر به ریشخند گرفتن همپیمانان روم رفتاری پسندیده شمرده نمی‌شد. پس اسلوب‌های گلادیاتوری دیگری چون هوپلیت و سکوتور جای‌گزین آن شد.

## منبع
Wikipedia contributors, "Samnite (gladiator type)," Wikipedia, The Free Encyclopedia, http://en.wikipedia.org/w/index.php?title=Samnite_%28gladiator_type%29&oldid=205315256 (accessed June 19, 2008). 